# 无足蚓属
无足蚓属（学名：Apodops）是无足目真蚓科已灭绝的一個屬，生活于始新世的巴西。